# Michał Bałasz
Michał Bałasz (ur. 22 stycznia 1923 w Wilnie, zm. 18 lipca 2025) – polski architekt, specjalista budownictwa sakralnego: katolickiego i prawosławnego. Autor projektów szeregu reprezentacyjnych świątyń na Podlasiu. Zamieszkał na stałe w Białymstoku, gdzie w latach 50. otrzymał posadę miejskiego architekta.

## Życiorys
Syn Jerzego i Heleny z Jakimowiczów. Ojciec pochodził z zamożnej rodziny ziemiańskiej, która jednak podupadła finansowo w trakcie pierwszej wojny światowej. Rodzice Michała Bałasza jeszcze przed jego urodzeniem przenieśli się więc do Wilna, gdzie jego ojciec został pielęgniarzem w szpitalu psychiatrycznym.
Michał Bałasz miał starszego brata Aleksandra oraz dwie młodsze siostry: Weronikę i Aleksandrę (matkę prezydenta RP Aleksandra Kwaśniewskiego). W domu mówiło się po rosyjsku. Byli prawosławni. Uczęszczali do Znamieńskiej cerkwi.
W czasie II wojny światowej mieszkał u rodziny w Prudnikach-Jamkach. Ukończył gimnazjum kupieckie w Postawach i pracował jako księgowy. W 1944 przystąpił do AK. Następnie został wcielony do Armii Czerwonej, jednak po odmowie złożenia przysięgi został internowany i zesłany pod Riazań. Zwolniony w 1946 wyjechał do Polski, gdzie wcześniej przybyła reszta jego rodziny.
Studia pierwszego stopnia ukończył w Poznaniu. Studia magisterskie ukończył na Politechnice Gdańskiej, gdzie uzyskał tytuł magistra inżyniera architektury.
W 1954 otrzymał posadę miejskiego architekta w Białymstoku. Jego związki z architekturą sakralną rozpoczęły się od remontu cerkwi św. Mikołaja (dziś soboru), na której potrzeby wykonał incognito projekt dolnej cerkwi.
Początkowo projektował głównie cerkwie prawosławne, ale z czasem powierzano mu także projekty świątyń katolickich.
W latach 80. powierzono mu dokończenie projektu rekonstrukcji cerkwi Monasteru w Supraślu.
Został pochowany 21 lipca 2025 na cmentarzu Parafii Prawosławnej Wszystkich Świętych w Białymstoku.

## Ważniejsze projekty

### Białystok
- Kościół Zmartwychwstania Pańskiego w Białymstoku
- Cerkiew Mądrości Bożej w Białymstoku
- Cerkiew Zaśnięcia Najświętszej Maryi Panny w Białymstoku[4]
- Kościół Wszystkich Świętych w Białymstoku

### Pozostałe
- Kościół Opatrzności Bożej w Parczewie
- Kościół Najświętszej Opatrzności Bożej w Bielsku Podlaskim
- Cerkiew Zaśnięcia Najświętszej Maryi Panny w Bielsku Podlaskim
- Cerkiew św. Anny w Boratyńcu Ruskim
- Cerkiew Matki Bożej Miłującej w Czeremsze
- Cerkiew Częstochowskiej Ikony Matki Bożej w Częstochowie
- Cerkiew Zaśnięcia Najświętszej Maryi Panny w Czyżach
- Cerkiew św. Dymitra w Hajnówce
- Cerkiew św. Męczennika Pantelejmona w Zaściankach
- dzwonnica cerkwi pw. św. Jerzego w Siemianówce
- Kościół Św. Stanisława Biskupa i Męczennika w Sarnakach
- Dworek Mickiewiczów w Nowogródku (rekonstrukcja)[5]

## Galeria

Galeria
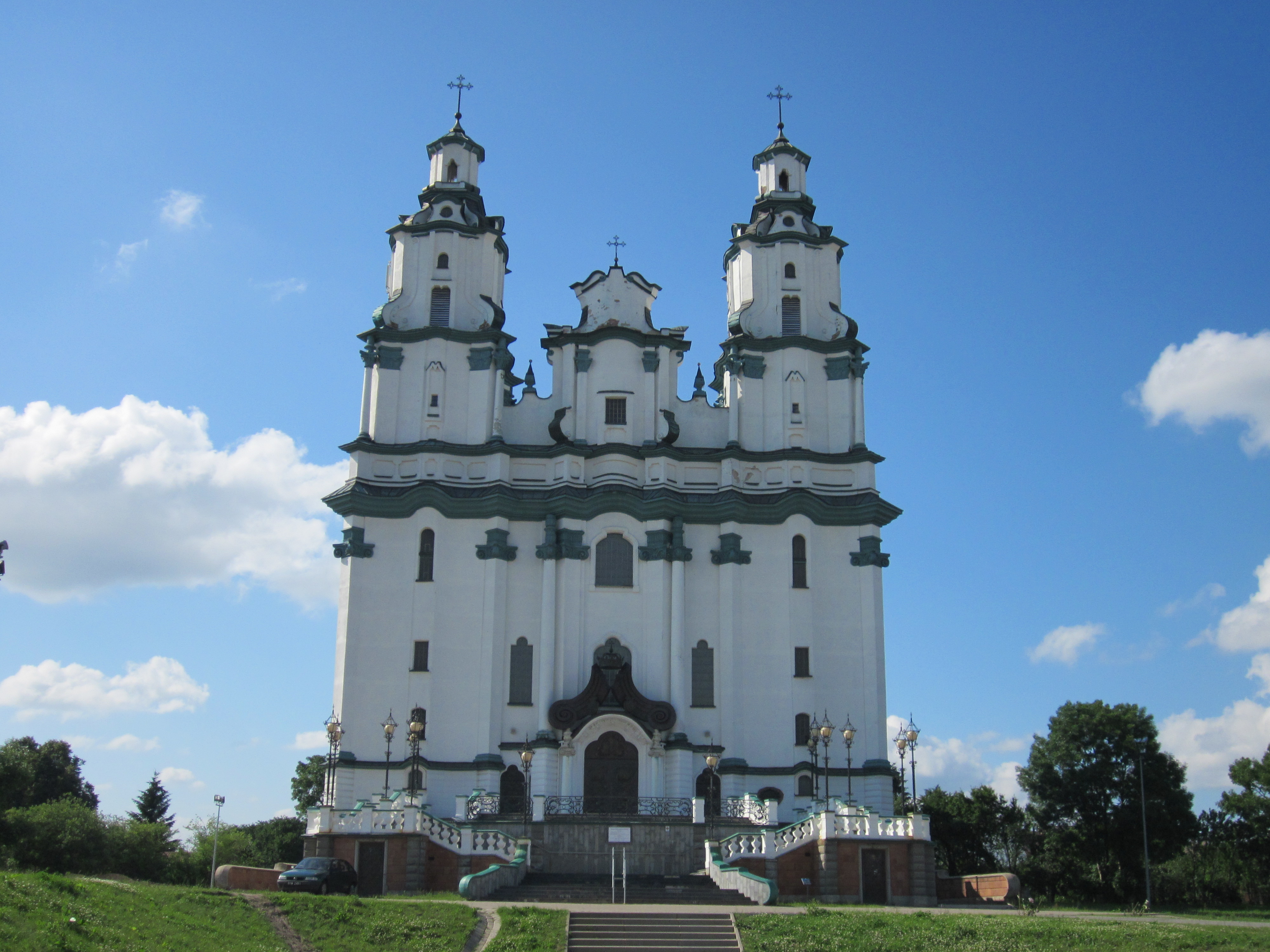
Kościół Zmartwychwstania Pańskiego w Białymstoku
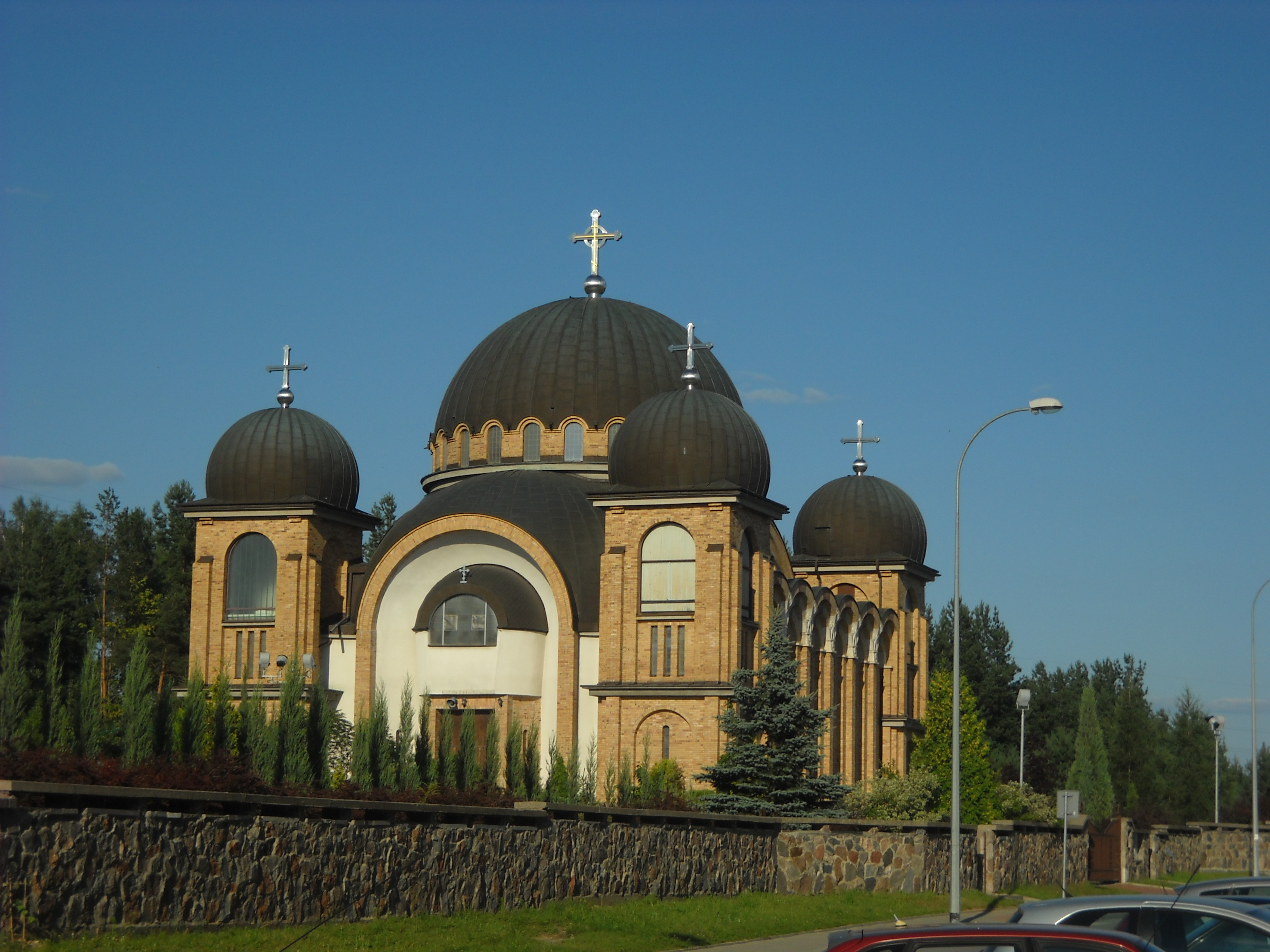
Cerkiew Mądrości Bożej w Białymstoku
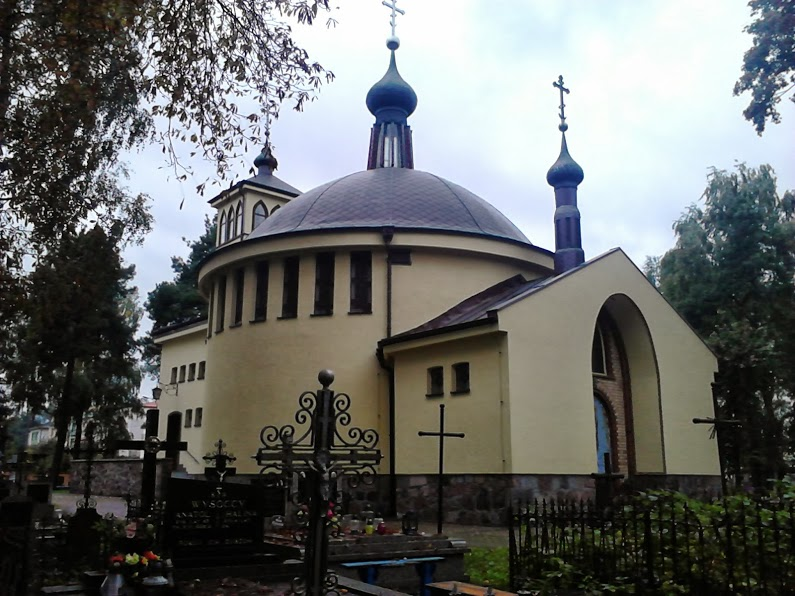
Cerkiew Zaśnięcia Najświętszej Maryi Panny w Białymstoku
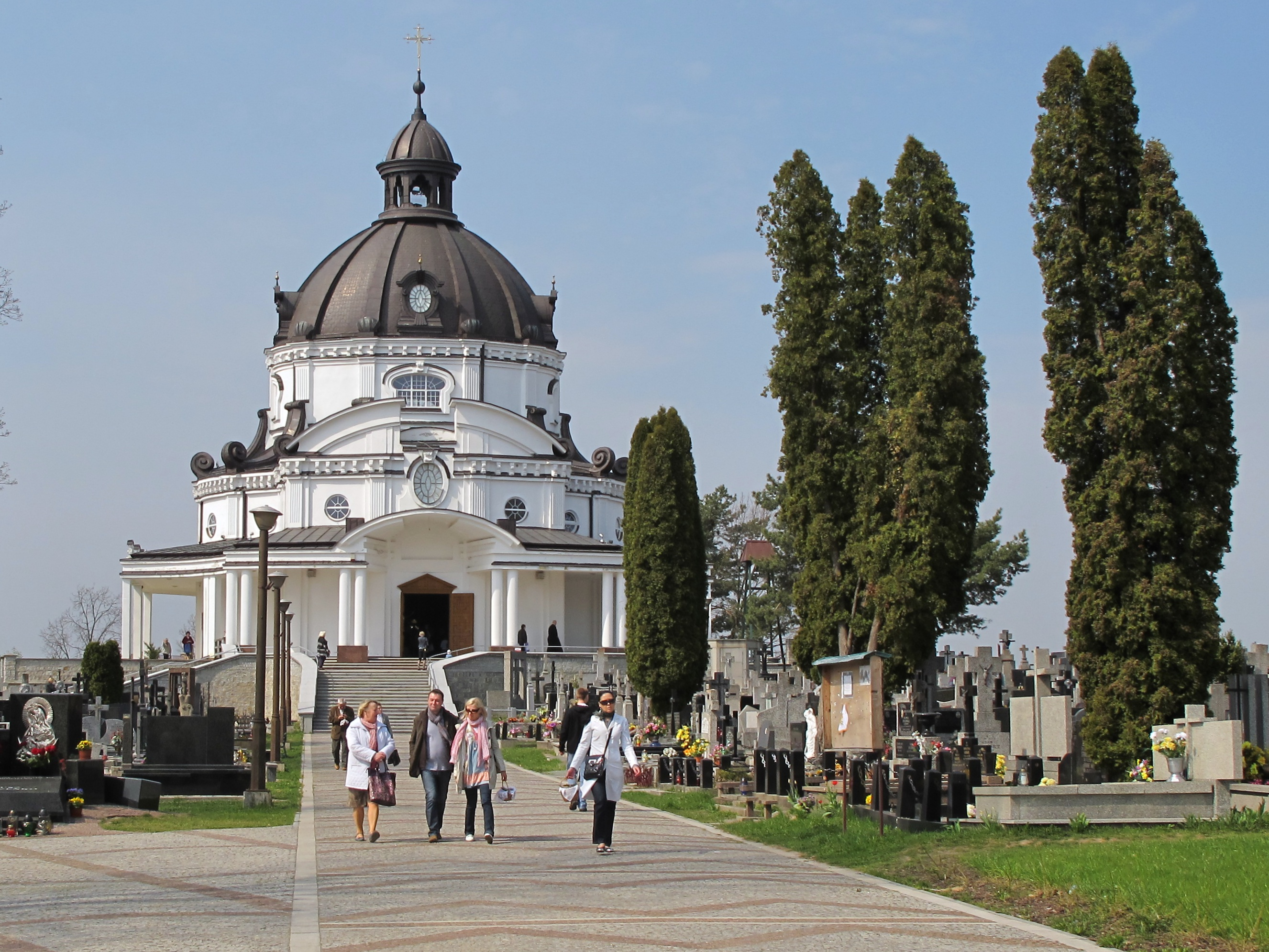
Kościół Wszystkich Świętych w Białymstoku
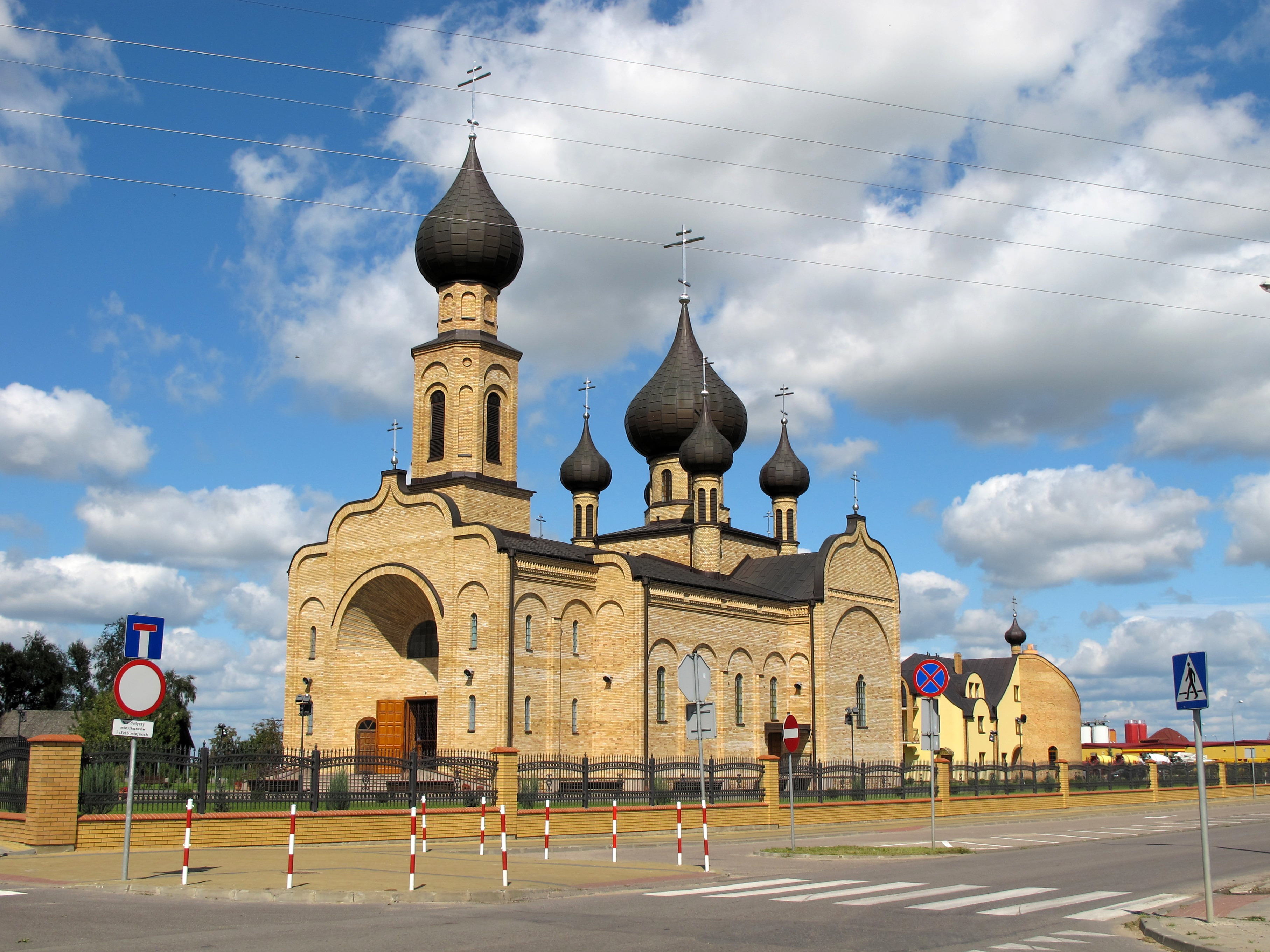
Cerkiew Zaśnięcia Najświętszej Maryi Panny w Bielsku Podlaskim
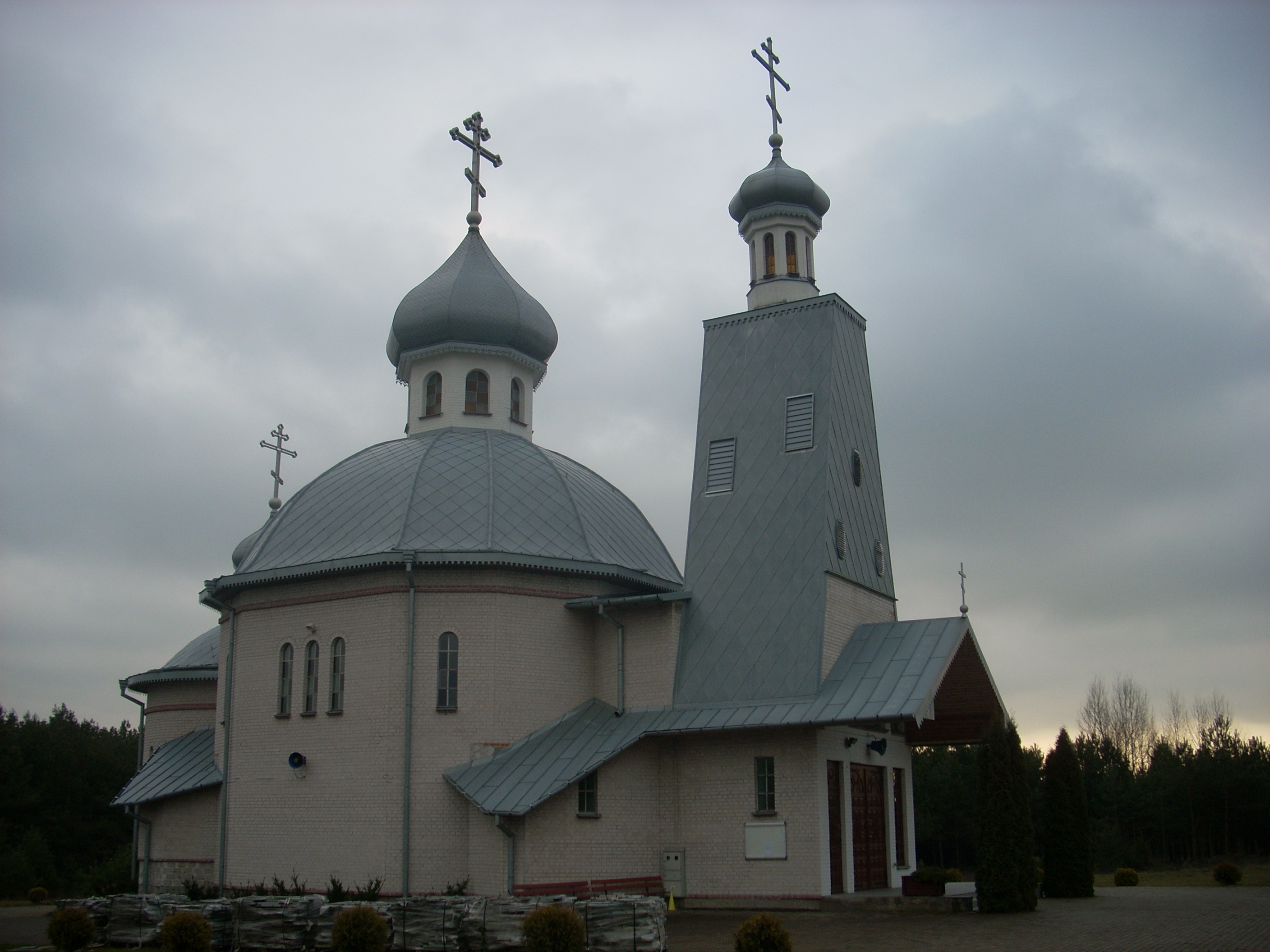
Cerkiew św. Anny w Boratyńcu Ruskim
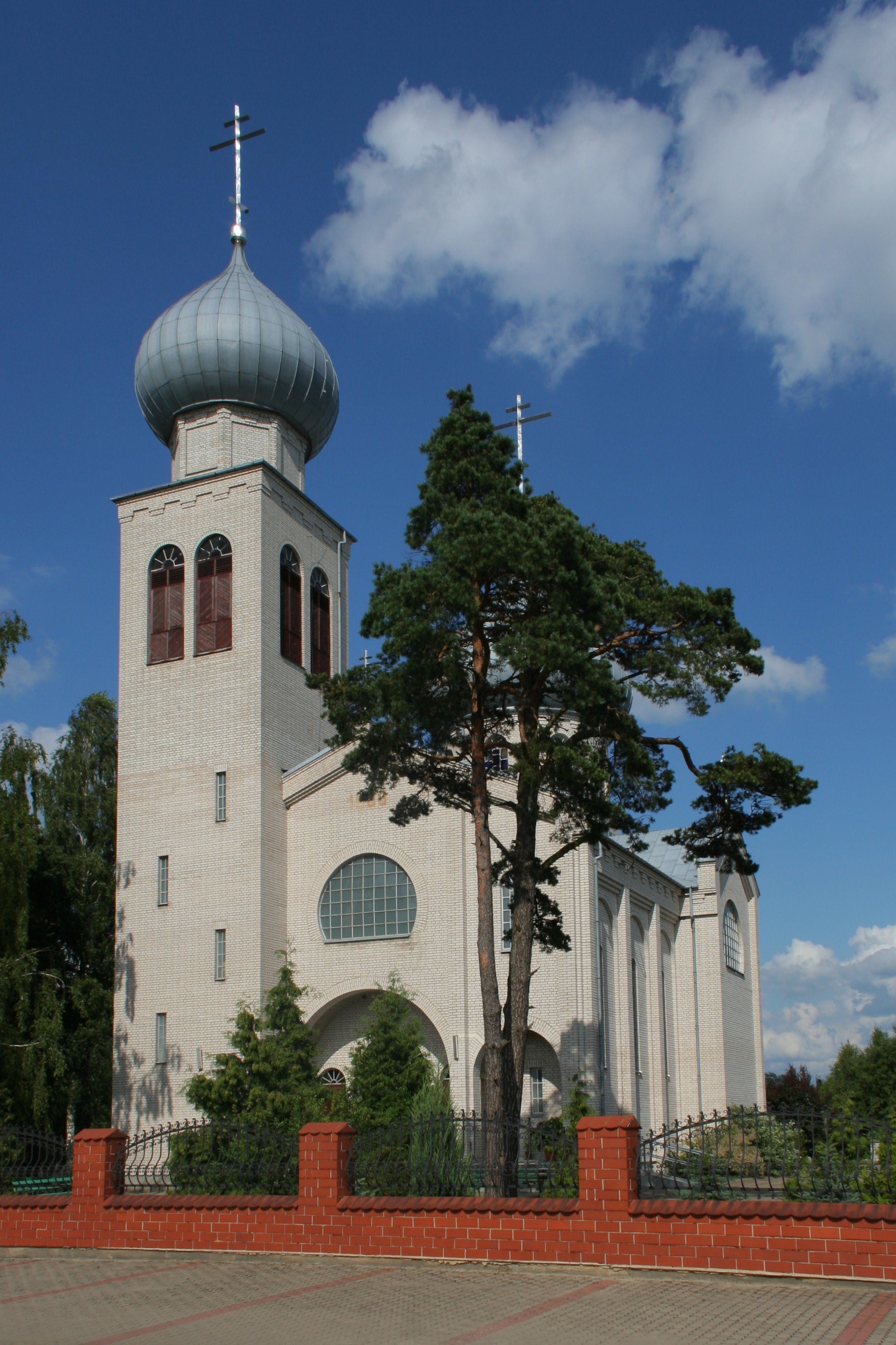
Cerkiew Matki Bożej Miłującej w Czeremsze
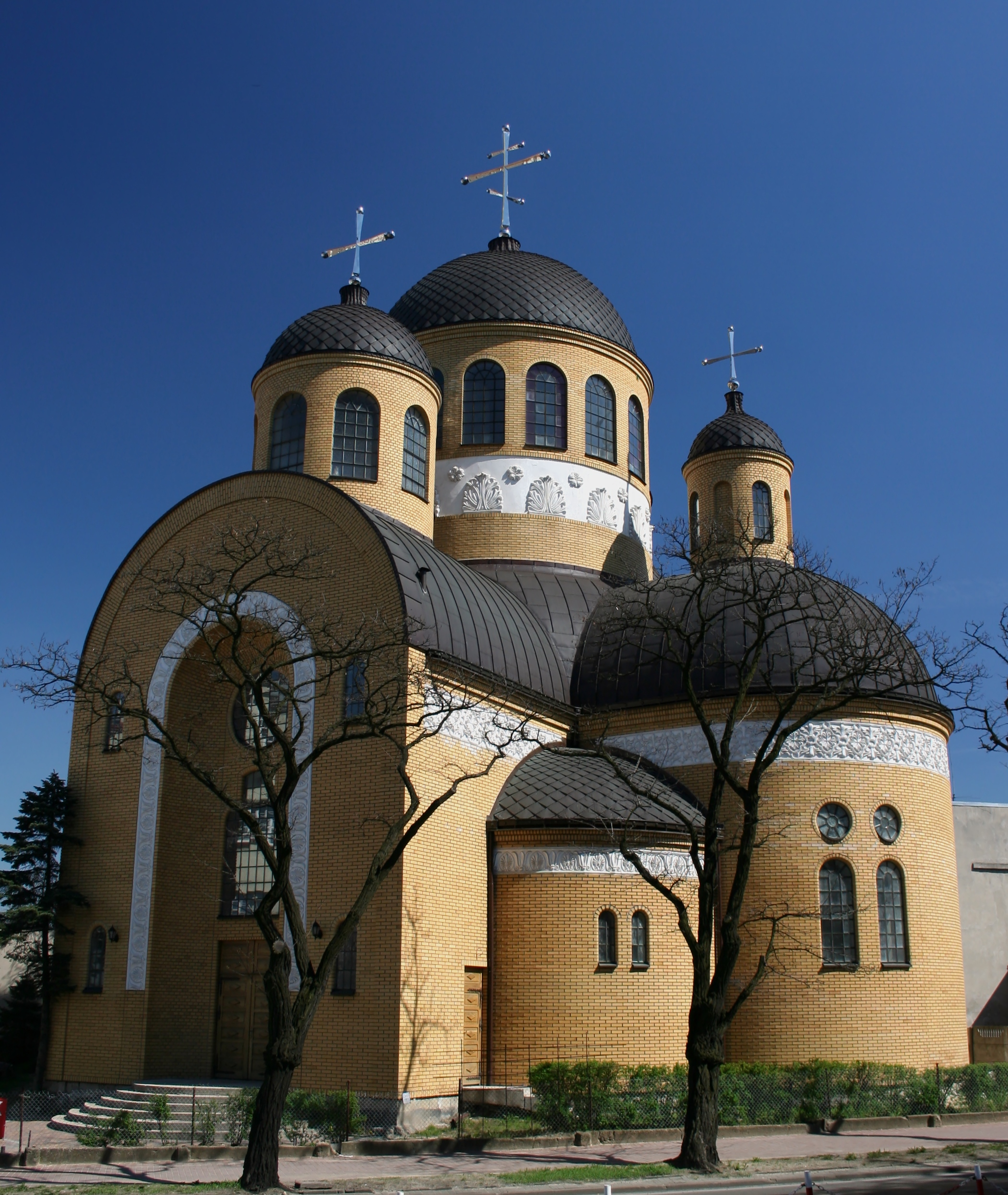
Cerkiew Częstochowskiej Ikony Matki Bożej w Częstochowie
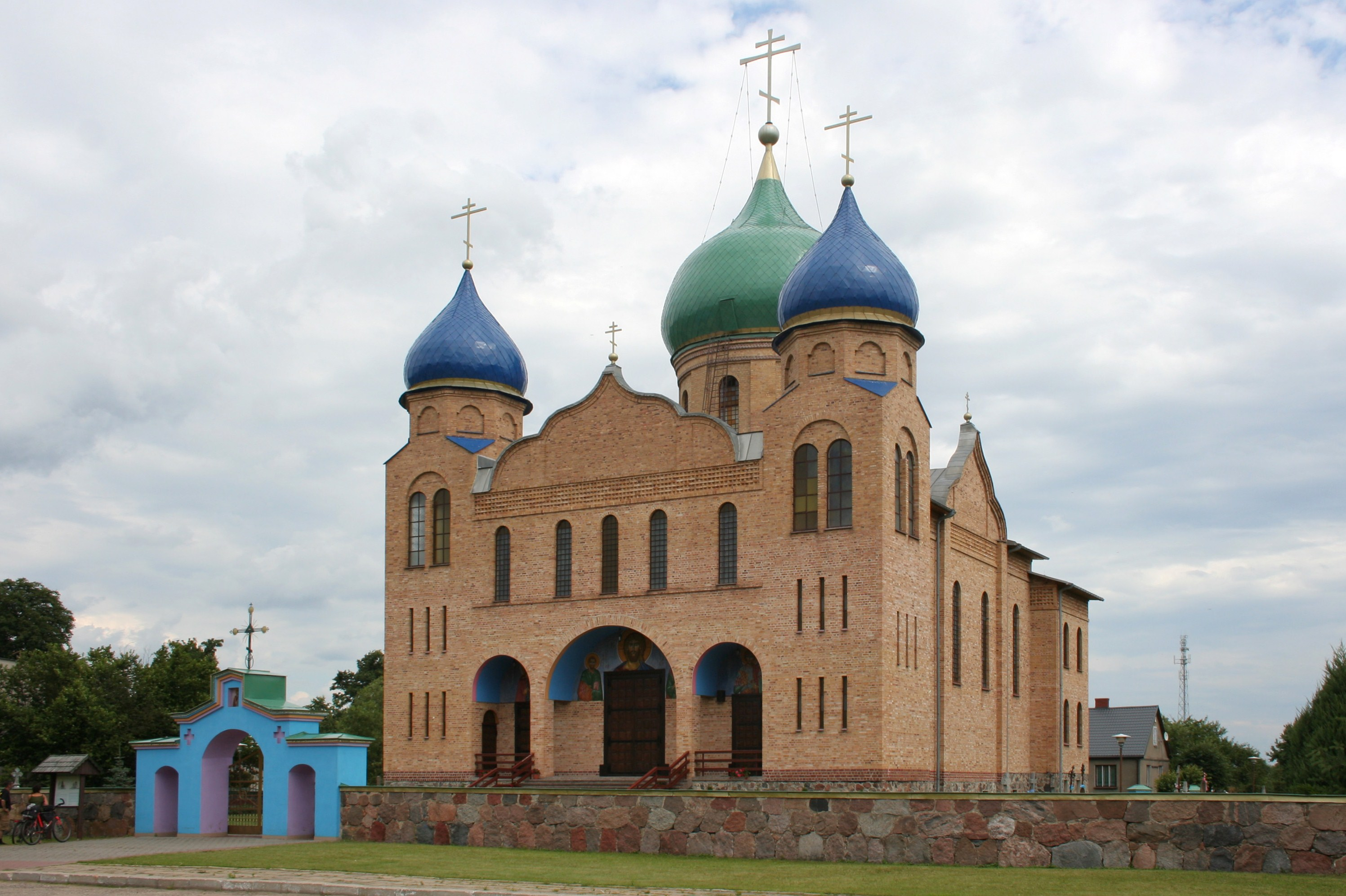
Cerkiew Zaśnięcia Najświętszej Maryi Panny w Czyżach
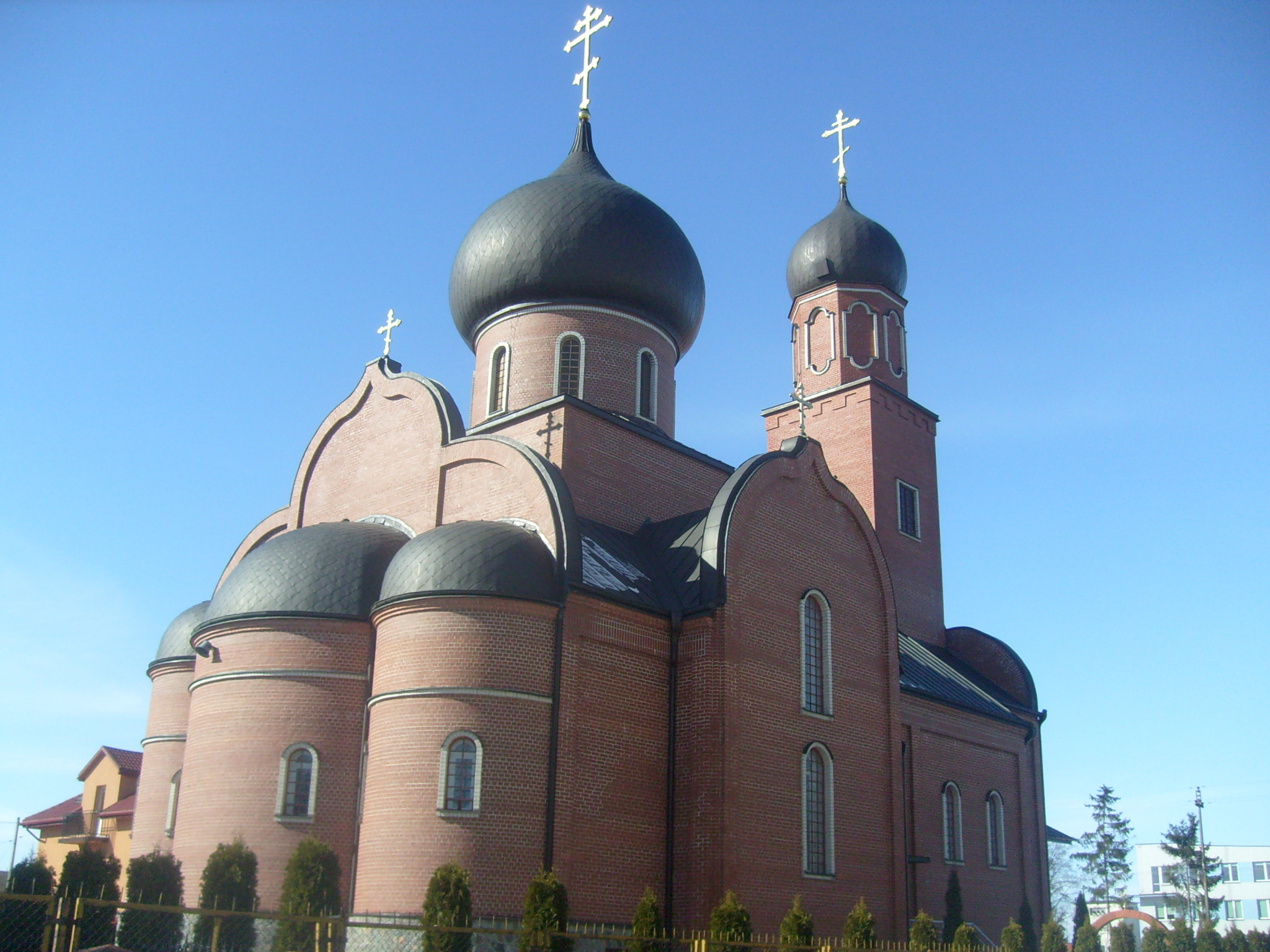
Cerkiew św. Dymitra w Hajnówce
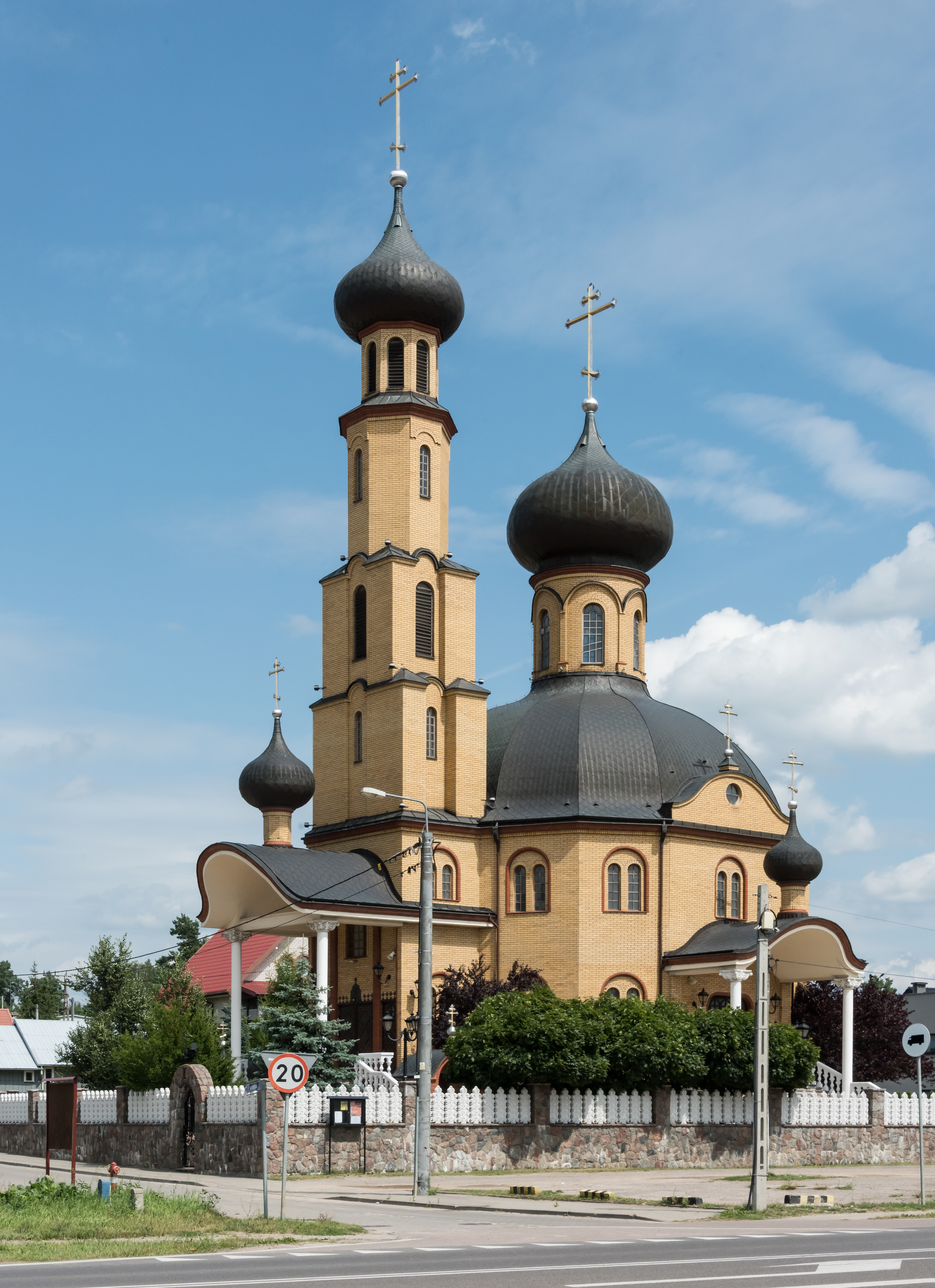
Cerkiew św. Męczennika Pantelejmona w Zaściankach
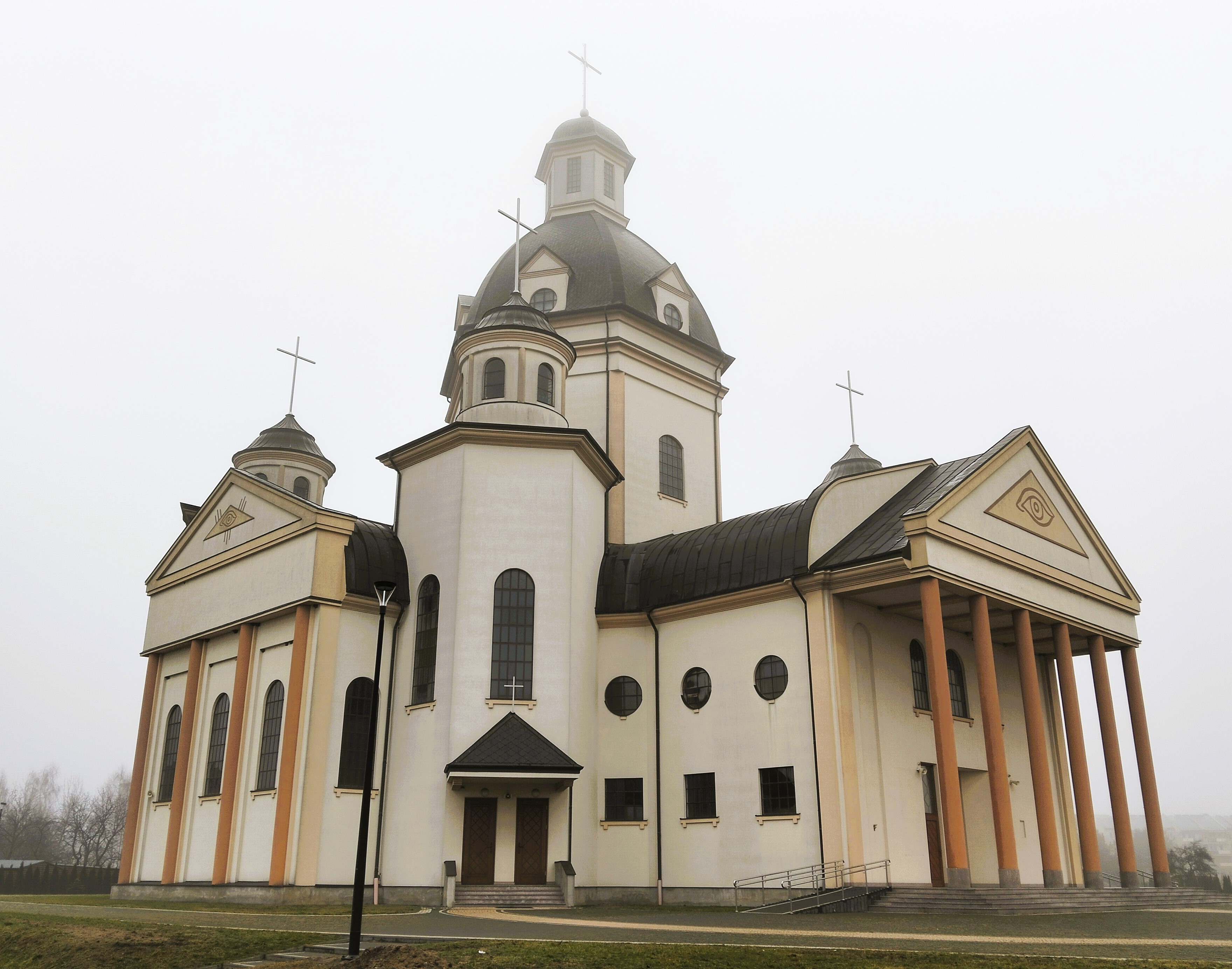
Kościół Opatrzności Bożej w Parczewie